# Epictia bakewelli
Epictia bakewelli — вид змій родини струнких сліпунів (Leptotyphlopidae). Ендемік Мексики.

## Поширення і екологія
Epictia bakewelli мешкають в прибережних районах і передгір'ях від Коліми і Мічоакана на південь до перешийка Теуантепек.